# Lukas Resetarits

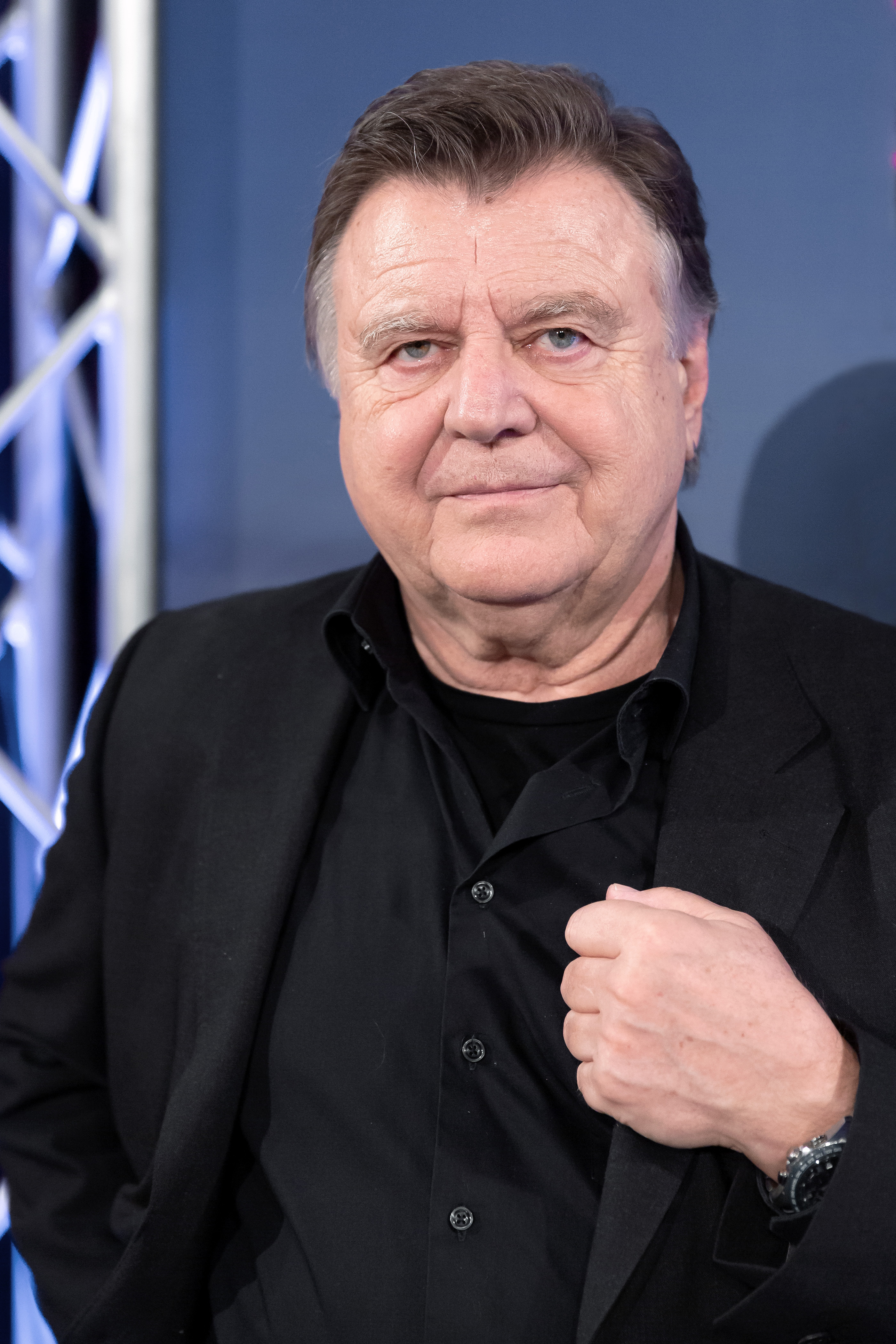
Lukas Resetarits (2017)

Erich Lukas Resetarits (* 14. Oktober 1947 in Stinatz, Burgenland) ist ein österreichischer Kabarettist und Schauspieler.

## Leben
Lukas Resetarits gehört wie die Mehrheit der Einwohner von Stinatz zur Volksgruppe der Burgenlandkroaten. Er wohnte, wie er 2012 in seinem Kabarettprogramm Unruhestand sagte, als Schüler mit seiner Familie (nach Erinnerung seines Bruders Willi Resetarits von 1952 an) in Wien am Humboldtplatz in Favoriten, dem 10. Wiener Gemeindebezirk, einer damals typischen Arbeitergegend. Er maturierte 1965 und studierte anschließend an der Universität Wien Psychologie und Philosophie.
1975 trat er der Kabarettgruppe KEIF, bestehend aus Wolfgang Teuschl, Erwin Steinhauer, Alfred Rubatschek und Erich Demmer, bei. 1976 wirkte er als Schauspieler bei der Proletenpassion, einer Großproduktion der Politrock-Band Schmetterlinge im Rahmen der Wiener Festwochen, mit. 1977 trat er zusammen mit Teuschl und Steinhauer beim Fernsehkabarett Tu felix Austria auf. Mit identischer Besetzung folgte 1978 das Fernsehkabarett Man wird ja noch fragen dürfen. Am 26. Oktober 1977 feierte sein erstes Soloprogramm Rechts Mitte Links im Konzerthauskeller Premiere, im Mai 1978 folgte das zweite Soloprogramm A Krise muass her.
Im selben Jahr spielte Resetarits unter der Regie von Käthe Kratz die männliche Hauptrolle in dem Fernsehfilm Mit Leib und Seele. Im Jahr 1979 veröffentlichte er seine erste Langspielplatte Ein Abend mit Lukas Resetarits. Er schrieb das Buch für den ORF-Beitrag Wochenende in Wien für das Fernsehfestival in Montreux, in dem er auch die Hauptrolle spielte. Zu Beginn der 1980er Jahre übernahm er von Franz Buchrieser die Hauptrolle in der Fernsehserie Kottan ermittelt von Helmut Zenker und Peter Patzak. Als grantelnder Polizeimajor Adolf Kottan ermittelte er in den Folgen 6 bis 19 der satirischen Krimireihe.
2007 schrieb er Amerika, ein Musikprogramm mit Originalstücken von Randy Newman und eigenen Zwischentexten, begleitet vom Damenquartett StringFizz und Robert Kastler. Diese Hommage an den Dichter und Komponisten Newman fand je einmal in Wien und in Graz statt. Die beiden ORF-Produktionen von 2007, der Film Der schwarze Löwe und die fünfteilige Serie FC Rückpass, thematisierten die Fußball-Regionalliga. 2010 übernahm Resetarits in Kottan ermittelt: Rien ne va plus, dem Kinofilm zur Serie, noch einmal die schräge Polizistenrolle.
Lukas Resetarits hat zwei Töchter, Martina und Kathrin Resetarits (* 1973). Kathrin erarbeitet seit 1999 mit ihrem Vater dessen Programme. Lukas ist der Bruder von Willi Resetarits (1948–2022), früher bekannt als Kurt Ostbahn, und TV-Moderator Peter Resetarits (* 1960). Lukas Resetarits ist Mitglied der Gesellschaft für politische Aufklärung.

## Programme
- 1977: Rechts Mitte Links (1)
- 1978: A Krise muaß her (2)
- 1979: Haben schon gewählt (3)
- 1979: Alles leiwaund (4)
- 1981: Nur kane Wellen (5)
- 1982: Ka Zukunft (6)
- 1983: Vorläufig ohne Titel (7)
- 1984: Was nun (8)
- 1985: I oder I (9)
- 1986: Das 10. Programm (10)
- 1987: Rekapituliere (Querschnittprogramm)
- 1988: Nichts geht mehr (11)
- 1989: Zu blöd (12)
- 1990: Ich bin so frei (13)
- 1991: Heimspiel – live (14)
- 1992: Zu bunt (15)
- 1995: Alles zurück (16)
- 1997: Kein Grund zum Feiern (17)
- 1999: Ich tanze nicht (18)
- 2001: Niemandsland (19)
- 2002: Zeit (20)
- 2003: Nachspielzeit (21)
- 2006: XXII (22)
- 2007: Amerika – Lied-Programm außerhalb der Reihe
- 2009: Osterreich – Ein Warietee (23)
- 2012: UN RUHE STAND (24)
- 2015: Schmäh (25)[3]
- 2017: 70er – leben lassen (26)
- 2019: Wurscht (27)
- 2022: Das Letzte (28)
- 2022: Über Leben (29)[4]
- 2025: Glück (30)

## Filmografie
- 1978: Ein echter Wiener geht nicht unter (TV-Serie, Folge 16; Regie: Rudolf Jusits)
- 1978: Mit Leib und Seele (Regie: Käthe Kratz)
- 1978: Die Alpensaga (TV-Reihe, 4. Teil; Regie: Dieter Berner)
- 1980–1983: Kottan ermittelt (Folgen 6-19; Regie: Peter Patzak)
- 1981: Den Tüchtigen gehört die Welt (Regie: Peter Patzak)
- 1983: Strawanzer
- 1984: Tiger – Frühling in Wien (Regie: Peter Patzak)
- 1986: 38 – Auch das war Wien (Regie: Wolfgang Glück)
- 1992: Kaisermühlen Blues (TV-Serie, 12 Folgen)
- 1993: Muttertag (Regie: Harald Sicheritz)
- 1995: Freispiel (Regie: Harald Sicheritz)
- 1996: Schwarzfahrer (Regie: Nikolaus Leytner)
- 1997: Qualtingers Wien (Regie: Harald Sicheritz)
- 1997: Blutrausch (Regie: Thomas Roth)
- 1998: Hinterholz 8 (Regie: Harald Sicheritz)
- 2005: Crash Test Dummies (Regie: Jörg Kalt)
- 2007: Der schwarze Löwe (Regie: Wolfgang Murnberger)
- 2010: Wie man leben soll (Regie: David Schalko)
- 2010: Kottan ermittelt: Rien ne va plus (Regie: Peter Patzak)
- 2010: FC Rückpass
- 2011: Schnell ermittelt (TV-Reihe, 4. Staffel; Nebenrolle)
- 2012: So wie du bist (mit Juliana Götze; Regie: Wolfgang Murnberger)
- 2014: Die Detektive
- 2015: Tatort – Grenzfall (TV-Reihe)
- 2015: Planet Ottakring
- 2015: Landkrimi – Kreuz des Südens (TV-Reihe)
- 2020: Vier Saiten (Fernsehfilm)
- 2022: Schrille Nacht (Fernsehfilm)

## Auszeichnungen
- 1981: Nestroy-Ring
- 1981: Österreichischer Kleinkunstpreis des Innsbrucker Kellertheaters
- 1983: Österreichischer Kleinkunstpreis des Kleinkunsttheaters Kulisse
- 1984: Österreichischer Kleinkunstpreis des Kleinkunsttheaters Kulisse
- 1985: Deutscher Kleinkunstpreis in der Kategorie Kabarett
- 1994: Ybbser Spaßvogel durch die Stadtgemeinde Ybbs an der Donau
- 1997: Goldene Romy Beliebtester Schauspieler
- 1998: Deutscher Kabarettpreis Hauptpreis
- 2001: Salzburger Stier (Ehrenstier)
- 2004: Karl Hauptpreis für Nachspielzeit
- 2008: Goldenes Ehrenzeichen für Verdienste um das Land Wien
- 2012: Goldener Rathausmann der Stadt Wien
- 2012: Goldenes Ehrenzeichen für Verdienste um die Republik Österreich
- 2017: Österreichischer Kabarettpreis – Hauptpreis
- 2019: Österreichisches Ehrenkreuz für Wissenschaft und Kunst I. Klasse[5]

## Publikationen
- 2022: Lukas Resetarits – Krowod: Erinnerungen an meine Jugend, gemeinsam mit Fritz Schindlecker, Carl Ueberreuter Verlag, Wien 2022, ISBN 978-3-8000-7800-4.
- 2023: Lukas Resetarits – Kabarett und Kottan: Geschichten aus meinem Leben, mit einem Vorwort von Josef Hader, gemeinsam mit Fritz Schindlecker, Carl Ueberreuter Verlag, Wien 2023, ISBN 978-3-8000-7850-9.